# Cis pygmaeus
Cis pygmaeus is een keversoort uit de familie houtzwamkevers (Ciidae). De wetenschappelijke naam van de soort werd in 1802 gepubliceerd door Thomas Marsham.